# Цареука
Цареука (рум. Țareuca) — село у Резинському районі Молдови. Адміністративний центр однойменної комуни, до складу якої також входить село Цахнеуць.

## Населення
За даними перепису населення 2004 року у селі проживали 1663 особи.
Національний склад населення села:
| Національність       | Кількість осіб | Відсоток   |
| -------------------- | -------------- | ---------- |
| молдавани румуни     | 1647 4         | 99,0% 0,2% |
| росіяни              | 6              | 0,4%       |
| українці             | 5              | 0,3%       |
| інша / без відповіді | 1              | 0,1%       |
| Всього               | 1663           | 100%       |